# Batería (ajedrez)
Una batería en el ajedrez es una formación que consiste en dos o más piezas en  la misma columna, fila o diagonal. Es una táctica involucrada al planear una serie de capturas para eliminar la protección del rey enemigo, o simplemente ganar en los intercambios.